# Weesbach
Weesbach ist ein Ortsteil von Seelscheid in der Gemeinde Neunkirchen-Seelscheid im Rhein-Sieg-Kreis. 

## Lage
Der ehemals eigenständige Ort Weesbach liegt im Südwesten von Seelscheid zwischen Hausen und Rippert.

## Geschichte
1830 hatte Wiesbach 33 Einwohner. 1845 hatte der Hof 39 evangelische Einwohner in elf Häusern. 1888 gab es 40 Bewohner in acht Häusern.
Die Siedlung gehörte bis 1969 zur Gemeinde Seelscheid.